# Lyudmila Shchetinina
Lyudmila Ivanovna Shchetinina (em russo:  Людмила Ивановна Щетинина; Gusev, 1 de janeiro de 1951) é uma ex-jogadora de voleibol da Rússia que competiu pela União Soviética nos Jogos Olímpicos de 1976.
Em 1976, ela fez parte da equipe soviética que conquistou a medalha de prata no torneio olímpico, no qual atuou em cinco partidas.